# Roger Liouville
Roger Liouville (Maure, 1856 – Maure, 1930) foi um matemático e especialista em balística francês.
Primo do professor de medicina Henri Liouville (1837-1887) e assim parente do matemático Joseph Liouville, tio de Henri Liouville. Liouville estudou a partir de 1874 na École Polytechnique (e também assistiu aulas em 1876 de Joseph Liouville).
Colaborou com a edição francesa da Encyklopädie der mathematischen Wissenschaften (coautor do artigo sobre balística com Gossot.)
Recebeu o Prêmio Poncelet de 1897.

## Obras
- com Gossot: Traité des effets des explosifs, 2 Volumes, Paris 1919
- com Gossot: Sur les lois du movement des projectiles dans l'âme des bouches à feu, Gauthier-Villars 1935
- com Gossot: Balistique intérieure, Gauthier-Villars 1930